# Welthauptstadt Germania

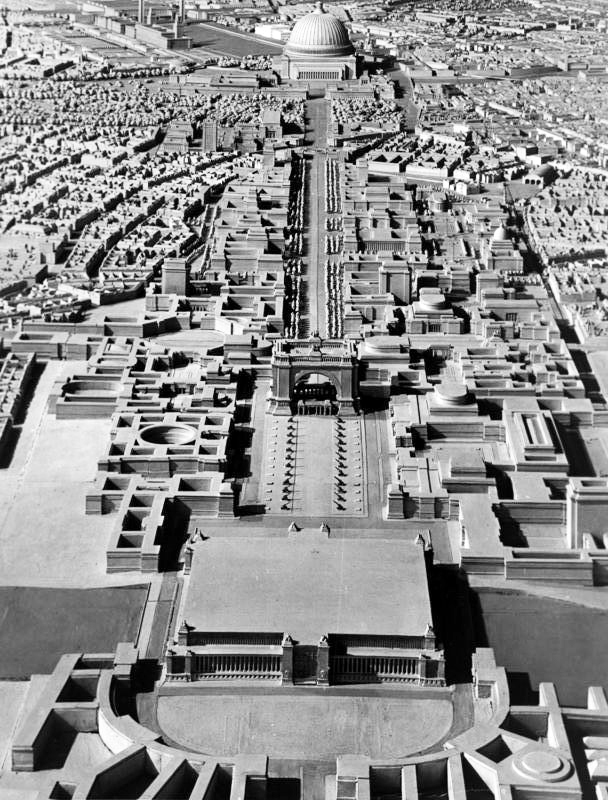
Un model del pla de reordenació arquitectònica d'Adolf Hitler per a Berlín formulat sota la direcció de Albert Speer, mirant cap al nord cap al Volkshalle a la part superior de la imatge

Welthauptstadt Germania (de l'alemany "Capital Mundial Germània") fou el nom que Adolf Hitler va donar al projecte de renovació de la capital d'Alemanya, Berlín, part de la seva visió per al futur d'Alemanya després de la victòria prevista en la Segona Guerra Mundial. Albert Speer, el primer arquitecte del Tercer Reich, dissenyà molts dels plànols per a la reconstrucció de la ciutat; no obstant això, només una petita part de la seva obra es va realitzar abans de la Segona Guerra Mundial.
El títol de "Welthauptstadt" va ser escollit perquè en aquell moment es va considerar que l'arquitectura de Berlín era massa provincial i que s'havia de superar la qualitat d'altres capitals del món com Londres, París i especialment Roma, la històrica capital de l'Imperi Romà.
Alguns projectes, com la creació d'un gran eix urbà entre l'oest i l'est de la ciutat, que incloïa l'ampliació de Charlottenburger Chaussee (avui Straße des 17. Juni) i posant la Columna de la Victòria al centre, lluny del Reichstag, on era el seu lloc original, van tenir èxit. D'altres, però, com la creació de la Große Halle ("Gran Cúpula"), van haver de ser deixats de banda a causa de la necessitat de destinar el pressupost de l'Estat per a la preparació miliar en l'adveniment de l'inici de la guerra. Un gran nombre dels vells edificis en moltes de les àrees de construcció previstes van ser enderrocats abans de la guerra i finalment els plans es van aturar.

## L'arquitectura monumental planejada
El primer pas en aquests plans va ser la construcció de l'Estadi Olímpic de Berlín per als Jocs Olímpics de 1936. Més tard és en aquest estadi on es promourà el desenvolupament del govern nazi. També es va preveure fer un estadi molt més gran, capaç d'albergar fins a 400.000 espectadors, tot i que només se'n van excavar els fonaments fins que el projecte fou abandonat. Si aquest estadi s'hagués completat seguiria sent el més gran del món actualment per un marge considerable.
Speer també va dissenyar una nova Cancelleria que incloïa un ampli saló dissenyat per ser dues vegades més gran que el Saló dels Miralls al Palau de Versalles. La segona Cancelleria va ser destruïda per l'exèrcit soviètic el 1945. Hitler volia construir una tercera Cancelleria, encara més gran, encara que mai es va iniciar.

### L'avinguda de l'esplendor
Gairebé cap dels altres edificis previstos per Berlín s'ha construït. Berlín seria reorganitzada al llarg d'un bulevard central de cinc quilòmetres de llarg coneguda com l'Avinguda de l'esplendor (Prachtallee), que formaria part de la Via Triumphalis (Eix Est-Oest). Aquesta avinguda aniria cap al sud des d'un encreuament amb l'actual carrer Straße des 17. Juni prop de la Porta de Brandenburg, seguint el curs de l'antiga Siegesallee (Avinguda de la Victòria) a través de la Tiergarten abans de continuar fins a tocar l'aeroport de Tempelhof per l'oest. Aquest nou eix Nord-Sud hauria servit com un pati d'armes, i s'han tancat al trànsit. Els vehicles haurien estat desviats lloc en una carretera de metro, amb connexió directa per sota de la ruta de la desfilada, les seccions de l'estructura del túnel d'aquesta carretera es van construir, i encara existeixen avui en dia. No es va començar a treballar sempre per sobre del sòl, encara que Speer va ser la ubicació de la Siegesallee a una altra part del Tiergarten, el 1938 en preparació per a la construcció de l'avinguda.
El pla també inclouria la construcció de dues noves estacions de tren, ja que aquest Eix Nord-Sud hauria passat per sobre les vies de tren que arribaven a les antigues estacions d'Anhalter i de Potsdam, que serien tancades. Aquestes noves estacions es construirien enllaçant amb les vies de la línia circular de la S-Bahn, la Nordbahnhof (Estació del Nord) aniria a Wedding i la Südbahnhof (Estació del Sud), més gran, a Tempelhof-Schöneberg, a l'extrem sud de l'avinguda. L'estació Anhalter s'hauria convertit en una piscina municipal.

### La Großer Platz
A l'extrem nord de l'avinguda en el lloc de la Königsplatz, Plaça del Rei, (avui Platz der Republik, Plaça de la República) hi havia d'haver un gran fòrum obert conegut amb el nom de Großer Platz (Plaça Gran) amb una superfície d'uns 350.000 metres quadrats. Aquesta plaça havia d'estar envoltada dels edificis més imponents, amb el palau del Führer al costat oest, aprofitant els terrenys de l'antic teatre de l'òpera Kroll on s'havien celebrat les reunions de l'antic parlament després de l'elecció de Hitler (1933), l'edifici del Reichstag del 1894 a la banda est i la Cancelleria del Tercer Reich i l'alt comandament de l'exèrcit alemany a la part sud (a cada costat d'entrada a la plaça de l'avinguda de l'esplendor). Al costat nord de la plaça, a cavall entre el riu Spree, Speer va projectar la construcció de la peça central del nou Berlín, un edifici amb una enorme cúpula, el Volkshalle (Pavelló del Poble), dissenyat pel mateix Hitler. Seguiria sent l'espai tancat més gran del món si hagués estat construït. Encara que la guerra va arribar abans que els treballs poguessin començar, tots els terrenys necessaris va ser adquirits, i els plans d'enginyeria van ser elaborats. L'edifici hauria tingut més de 200 metres d'altitud i 250 metres de diàmetre, setze vegades més gran que la cúpula de la Basílica de Sant Pere del Vaticà.

### L'Arc de Triomf

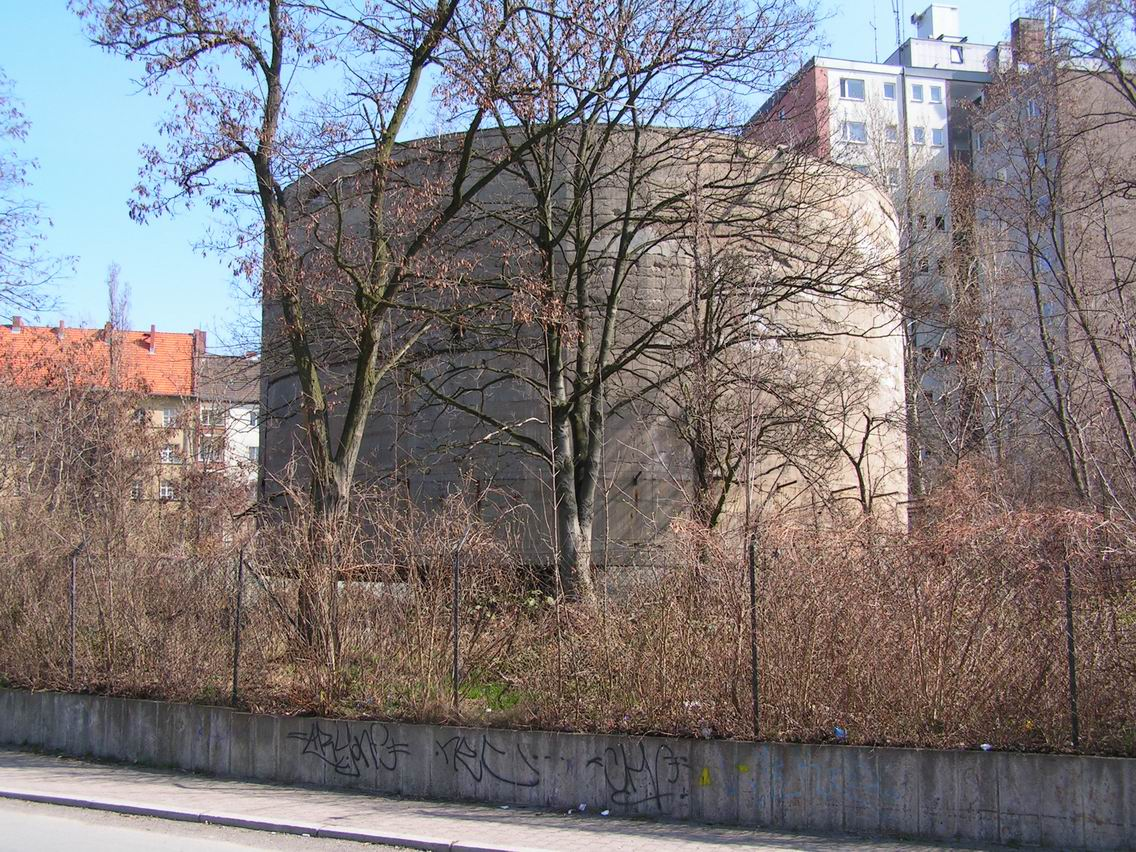
El Schwerbelastungskörper es va construir per tal de determinar si Berlín podria donar suport a la renovació massiva

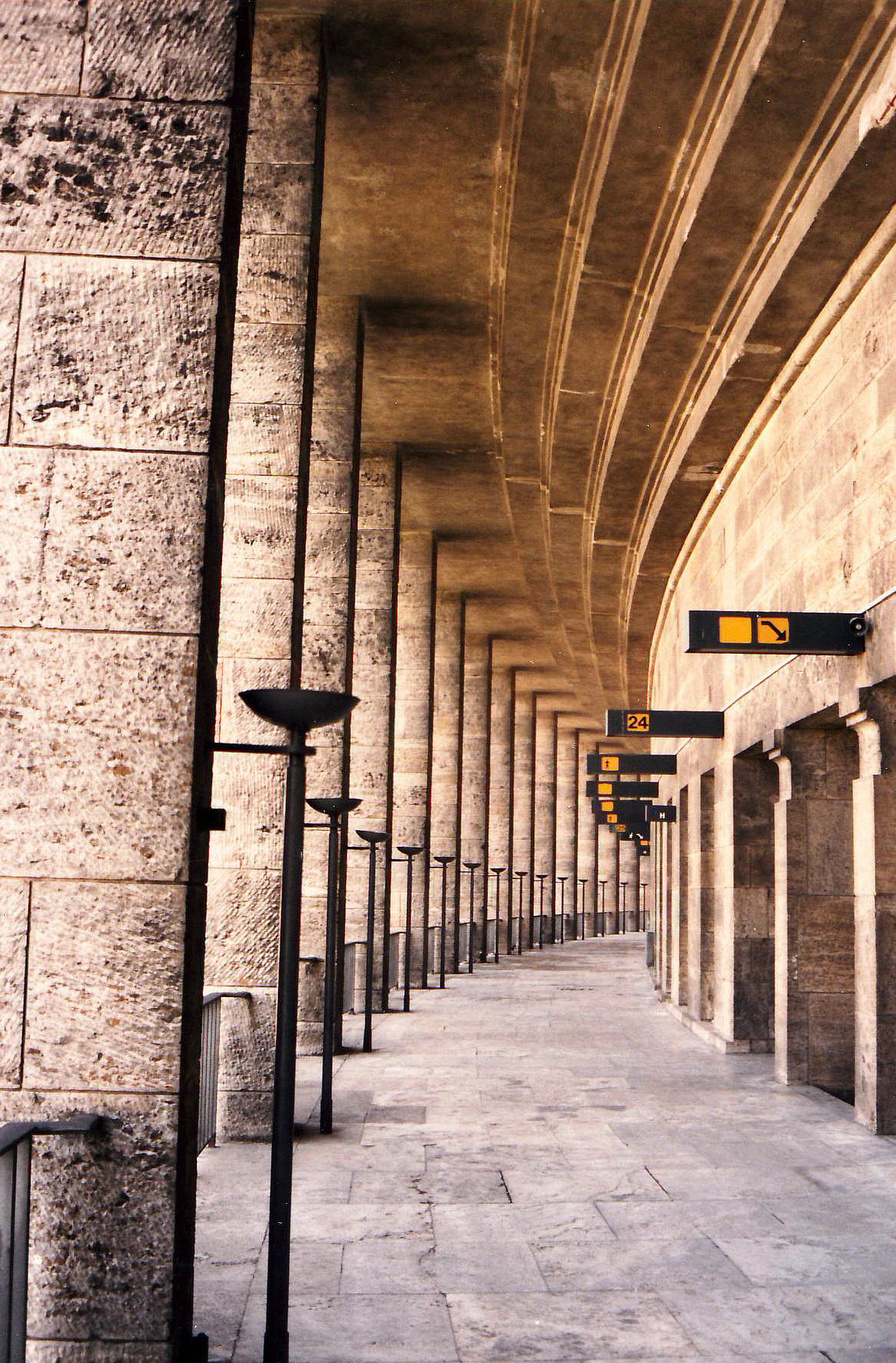
L'Olympiastadion el 1993, amb la seva arquitectura de pre-guerra intacta

Cap a l'extrem sud de l'avinguda hi havia d'haver un arc de triomf basat en l'Arc de Triomf de París, però de nou, molt més gran, de gairebé un centenar de metres d'alçada, i hauria pogut encabir el de París a l'interior del seu arc. L'esclat de la Segona Guerra Mundial el 1939 va causar la decisió d'ajornar la construcció fins després de la guerra per salvar materials estratègics.

### Planificació
Els dubtes persisteixen en el moment quant a si el terreny pantanós de Berlín podria haver aguantat la càrrega dels projectes proposats, el que porta a la construcció d'un edifici d'exploració (Schwerbelastungskörper, traducció literal: cos que porta càrrega pesada), que encara existeix en el lloc on l'Arc del Triomf s'hauria construït. Es tracta bàsicament d'un bloc molt pesat de formigó utilitzat pels arquitectes per avaluar la quantitat de pes que el sòl podria aguantar. Instruments seguien fins a quin punt el bloc es va enfonsar a terra. El Schwerbelastungskörper es va enfonsar 18 cm en els tres anys que s'anava a utilitzar per a les proves, en comparació amb una solució de màxima permesa de 6 cm. Amb les proves reunides per aquests dispositius gegantina, és poc probable que el terra podria haver recolzat aquestes estructures sense més preparació.
Atès que no hi ha altres referències al terme "Germania Welthauptstadt", que no siguin autobiografies d'Albert Speer, es discuteix si el terme va ser utilitzat per Hitler o només pel mateix Speer.
En el moment de la invasió inicial de la Unió Soviètica (Operació Barbarroja) el juny de 1941, Hitler esperava guanyar la victòria a Segona Guerra Mundial el 1945, i que pensava llavors, després de completar la construcció de la Welthauptstadt Germania Pla d', per celebrar una gran Fira Mundial a Berlín el 1950 i després retirar-se a la seva ciutat natal de Linz.

## En la cultura popular
La novel històrica alternativa Pàtria (1992), de Robert Harris, preveu una Alemanya nazi guanyant la Segona Guerra Mundial, que conclou la visió d'Albert Speer i de Hitler d'un Berlín monumental cap al 1964.
La pel·lícula de 2004 L'enfonsament (Der Untergang), ambientada a finals de la Segona Guerra Mundial, retrata un Hitler amb nostàlgia mirant per sobre d'una maqueta de la ciutat planificada.